# Шилкинское
Шилкинское — село в Камышловском районе Свердловской области, в Обуховском сельском поселении.

## География
Село Шилкинское расположено в 11 километрах на юго-западе от города Камышлова (по автомобильной дороге — в 15 километрах), вытянуто в лесной местности, на правом берегу реки Малой Калиновки (правого притока реки Большой Калиновки, бассейн реки Пышмы), в нижнем течении.

## История
До устройства в селе церкви село носило название Новой деревни.
В начале XX века жители села занимались главным образом хлебопашеством и отчасти катаньем войлоков (кошем), выделкой овчин и сыромятных кож.
В 1900 году в селе уже имелась земская школа.

## Знаменская церковь
Деревянный храм, двухпрестольный, с главным престолом во имя иконы Божией Матери Тихвинской, был построен в 1860 году. А в 1871 году был поставлен и освящён в летнем приделе иконостас с престолом во имя Святой Троицы. В 1896 году к церкви была пристроена каменная колокольня, в устройстве которой значительное участие принимал екатеринбургский купец М. Ф. Рожнов, пожертвовавший на это дело 3000 рублей. В 1885 году церковь была украшена внутри настенной живописью. Причт состоял из священника и псаломщика, а причтовых домов было один церковный и два общественных. В 1922 году из храма было изъято 5,9 килограмм серебра. Церковь была закрыта в 1937 году. В советское время в здании размещался обувной цех.
В настоящее время деревянная часть церкви разрушена, фрески не сохранились, осталась только колокольня. Храм не восстанавливается.

## Население
В 1900 году население села составляло 2062 человека (1040 мужчин и 1022 женщины), все были крестьяне и православные, раскольников и сектантов в приходе не было. В приходе существовали одно только раскольническое семейство, австрийского толка, остальные все православные. Родоначальник этого семейства — крестьянин Федор Ширыкалов, первоначально был православный, но находясь долгое время в работниках у одного раскольника на Невьянском заводе, уклонился от православия и в 1865 году открыто объявил себя не принадлежащим к православной церкви.
| 2002 | 2010 | 2021 |
| ---- | ---- | ---- |
| 109  | ↘104 | ↘86  |